# Inês Pereira
Inês Teixeira Pereira (Lisbona, 26 maggio 1999) è una calciatrice portoghese, portiere del Deportivo La Coruña, in prestito dall'Everton, e della nazionale portoghese.

## Carriera

### Club
Pereira inizia a giocare nell'Atlético Cacém, per poi passare nei settori giovanili di 1º Dezembro, CAC ed Estoril Praia, e infine entrare a far parte del vivaio dello Sporting Lisbona nel 2016. Qui, debutta in prima squadra e gioca per cinque stagioni, vincendo due campionati, due coppe nazionali e una Supercoppa.
Il 3 giugno 2021, viene annunciato il suo ingaggio a titolo definitivo da parte del Servette Chênois, nella massima serie svizzera. Il 1º settembre seguente, debutta in UEFA Women's Champions League, giocando la gara di andata del secondo turno di qualificazione alla fase a gironi contro il Glasgow City, conclusasi 1-1. Con la squadra romanda, Pereira vince due coppe nazionali consecutive (nelle stagioni 2022-2023 e 2023-2024) e un campionato (sempre nell'annata 2023-2024). Lascia il Servette nel giugno del 2024, alla scadenza naturale del proprio contratto.
Il 19 luglio 2024, viene annunciato il suo ingaggio a parametro zero da parte dell'Everton, nella massima serie inglese, che la gira contestualmente in prestito per una stagione al Deportivo La Coruña, neo-promosso nella massima serie spagnola.

### Nazionale
Il 21 gennaio 2018, Pereira ha debuttato con la nazionale maggiore portoghese, giocando da titolare l'incontro amichevole con l'Irlanda, perso 3-1.
Nel 2022, ha contribuito alla qualificazione del Portogallo per gli Europei dello stesso anno in Inghilterra, ottenuta in seguito all'esclusione della Russia (inizialmente vittoriosa negli spareggi) come conseguenza dell'invasione russa dell'Ucraina. È stata quindi inclusa dal CT Francisco Neto nella rosa delle convocate per il suddetto torneo, in cui la formazione portoghese è stata eliminata al primo turno.
Nel maggio del 2023, è stata inclusa dal CT Neto nella lista delle convocate per i Mondiali di calcio in Australia e in Nuova Zelanda, in cui le Navegadoras sono state eliminate nella fase a gironi.

## Palmarès

### Club
- Campionato portoghese: 2

Sporting Lisbona: 2016-2017, 2017-2018
- Coppa del Portogallo femminile: 2

Sporting Lisbona: 2016-2017, 2017-2018
- Supercoppa portoghese femminile: 1

Sporting Lisbona: 2017
- Campionato svizzero: 1

Servette Chênois: 2023-2024
- Coppa Svizzera: 2

Servette Chênois: 2022-2023, 2023-2024